# Хохол-Тростянка
Хохол-Тростянка (рос. Хохол-Тростянка) — село у Острогозькому районі Воронезької області Російської Федерації.
Населення становить 571 особу. Входить до складу муніципального утворення Хохол-Тростянське сільське поселення.

## Історія
Населений пункт розташований у межах суцільної української етнічної території, частини Східної Слобожанщини. До Перших визвольних змагань належав до Воронезької губернії.
Згідно із законом від 15 жовтня 2004 року входить до складу муніципального утворення Хохол-Тростянське сільське поселення.

## Населення
| 2000 | 2005 | 2010 | 2012 | 2013 | 2014 | 2015 |
| ---- | ---- | ---- | ---- | ---- | ---- | ---- |
| 753  | ↘704 | ↘652 | ↘624 | ↘602 | ↘589 | ↘581 |
| 2016 | 2017 | 2018 |      |      |      |      |
| ↘565 | ↗585 | ↘571 |      |      |      |      |